# Carlo Villa (podestà)
Carlo Villa (Milano, 19 gennaio 1766 – Milano, 9 febbraio 1846) è stato un nobile e politico italiano, membro della casata dei Villa, probabilmente originaria di Novate Milanese.

## Biografia
Prese dimora nella parrocchia di San Babila in un appartamento comprato da suo nonno Carlo Federico. Mecenate architettonico e fine collezionista d'arte, finanziò personalmente le spese di abbellimento della chiesa di Novate.
Il 20 luglio 1820 fu nominato podestà di Milano dagli Asburgo, carica che tenne fino alla nomina del suo successore, il conte Antonio Durini, il 7 agosto 1827. Morì senza figli nel 1846, lasciando tutti i suoi averi al nipote Malachia De Cristoforis.
Il poeta milanese Giovanni Rajberti gli dedicò per il suo onomastico la poesia El dì de San Carlo a Cerian; anche Carlo Alfonso Pellizzoni gli dedicò alcune poesie in dialetto.